# Жълтокрил виреон
Жълтокрилият виреон (Vireo carmioli) е вид птица от семейство Vireonidae.

## Разпространение
Видът е разпространен в Коста Рика и Панама.